# Phyllanthus heterophyllus
Phyllanthus heterophyllus là một loài thực vật có hoa trong họ Diệp hạ châu. Loài này được E.Mey. ex Müll.Arg. miêu tả khoa học đầu tiên năm 1863.